# Zofia Tomaszewska (specjalistka medycyny sądowej)
Zofia Tomaszewska (ur. 7 stycznia 1923, zm. 18 stycznia 2020) – polska specjalistka medycyny sądowej, dr hab. nauk medycznych, prof. nadzw.

## Życiorys
Obroniła pracę doktorską, następnie uzyskała stopień doktora habilitowanego. Otrzymała nominację na profesora nadzwyczajnego. Pracowała w Katedrze i Zakładzie Medycyny Sądowej na Wydziale Lekarskim z Oddziałem Anglojęzycznym i Oddziałem Stomatologicznym Akademii Medycznej im. prof. Feliksa Skubiszewskiego w Lublinie.
Zmarła 18 stycznia 2020.

## Odznaczenia
- Złoty Krzyż Zasługi[1]
- Krzyż Kawalerski Orderu Odrodzenia Polski[1]
- Odznaka "Zasłużony dla Lubelszczyzny[1]